# Klasa okręgowa (grupa katowicka I)
Klasa okręgowa (grupa Katowice I) – istniejąca do sezonu 2018/2019 grupa klasy okręgowej piłki nożnej mężczyzn w Polsce. W ostatnim okresie działalności była jedną z sześciu grup tej klasy na terenie województwa śląskiego, stanowiąc szósty szczebel rozgrywkowy (między IV ligą a klasą A) systemu ligowego. Zmagania w jej ramach toczyły się cyklicznie systemem kołowym. Zwycięzcy grup uzyskiwali awans do IV ligi polskiej grupy śląskiej, zaś najsłabsze zespoły relegowane były do poszczególnych grup klas A. Organizatorem rozgrywek był  działający w imieniu Polskiego Związku Piłki Nożnej – Śląski Związek Piłki Nożnej. 
Na przestrzeni lat w ramach tejże grupy rywalizowały przede wszystkim zespoły z podokręgu Tychy, a także Katowice i Rybnik oraz sporadycznie innych.
Po sezonie 2018/2019 przeprowadzono reorganizację klas okręgowych na terenie województwa śląskiego, w wyniku czego sześć dotychczasowych grup (jedna grupa częstochowska, cztery grupy katowickie, jedna grupa bielsko-bialska) zastąpiono sześcioma klasami okręgowymi według następującego podziału na podokręgi:
- grupa 1 (Bytom - Zabrze),
- grupa 2 (Częstochowa - Lubliniec),
- grupa 3 (Racibórz - Rybnik),
- grupa 4 (Katowice - Sosnowiec),
- grupa 5 (Bielsko-Biała - Tychy),
- grupa 6 (Skoczów - Żywiec).

Od sezonu 2019/2020 klasy okręgowe zarządzane bezpośrednio są nie przez Śląski Związek Piłki Nożnej tylko naprzemiennie przez odpowiednie podokręgi.

## Zwycięzcy grupy
| Sezon     | Zwycięzca grupy           | Źródło |
| --------- | ------------------------- | ------ |
| 2018/2019 | AKS Mikołów               | [ 2 ]  |
| 2017/2018 | Unia Kosztowy             | [ 3 ]  |
| 2016/2017 | LKS Goczałkowice Zdrój    | [ 4 ]  |
| 2015/2016 | MKS Lędziny               | [ 5 ]  |
| 2014/2015 | GKS II Tychy              | [ 6 ]  |
| 2013/2014 | LKS Bełk                  | [ 7 ]  |
| 2012/2013 | Krupiński Suszec          | [ 8 ]  |
| 2011/2012 | GKS II Katowice           | [ 9 ]  |
| 2010/2011 | Iskra Pszczyna            | [ 10 ] |
| 2009/2010 | Nadwiślan Góra            | [ 11 ] |
| 2008/2009 | AKS Mikołów               | [ 12 ] |
| 2007/2008 | Gwarek Ornontowice        | [ 13 ] |
| 2006/2007 | GKS II Jastrzębie         | [ 14 ] |
| 2005/2006 | Pniówek Pawłowice Śląskie | [ 15 ] |
| 2004/2005 | LKS Łąka                  | [ 16 ] |
| 2003/2004 | Polonia Łaziska Górne     | [ 17 ] |
| 2002/2003 | AKS Mikołów               | [ 18 ] |
| 2001/2002 | Śląsk Świętochłowice      | [ 19 ] |
| 2000/2001 | GKS Tychy                 | [ 20 ] |
| 1999/2000 | Bobrek Karb Bytom         | [ 21 ] |
| 1998/1999 | Unia Bieruń Stary         | [ 22 ] |